# Els Masos de Baix
Els Masos de Baix és una obra de Falset (Priorat) inclosa a l'Inventari del Patrimoni Arquitectònic de Catalunya.

## Descripció
Conjunt format per dos edificis de planta baixa i pis, molt propers entre si. Són coneguts com el mas del Ximet i el de ca l'Amdreu. El conjunt és condicionat amb marges, bancals i dues basses de cabuda desigual. Ambdues edificacions tenen annexes per a tancar-hi bestiar.

## Història
Es desconeix l'origen de les construccions però com altres masos del Priorat es degueren construir o engrandir cap al segle xviii. Eren habitatsregularment per masovers fins al segle xix. Després s'habitaben només en època de collita i durant la Guerra Civil també es van usar d'una forma continuada.